# کربلایی حسین‌لی
کربلایی حسین‌لی (به لاتین: Kəbləhüseynli) یک منطقه مسکونی در جمهوری آذربایجان است که در شهرستان آق‌دام واقع شده است.